# Georg Mönch
Georg Mönch (Praga, 4 maggio 1936 – Monterotondo, 30 gennaio 2021) è stato un violinista cecoslovacco.
Nato a Praga da genitori russi, inizia la sua formazione in Paraguay e in Argentina, per poi continuarla in Italia con Remy Principe, e in Francia con Henryk Szeryng.
Ha debuttato giovanissimo al Teatro Colòn di Buenos Aires con Juan José Castro e poi in Italia con Bruno Maderna e negli Stati Uniti con Lukas Foss. Nella sua carriera è stato spesso invitato in veste di solista collaborando con il Maggio Musicale Fiorentino, la Biennale di Venezia, il Berliner Festwochen, il Festival Pontino, il Berliner Festwochen,  l'Holland Festival, il Teatro alla Scala  l'Accademia di Santa Cecilia e le varie sedi RAI.
Dal suo debutto è stato un appassionato interprete oltre che del repertorio tradizionale anche della musica del XX secolo, dall'avanguardia storica fino alle più recenti composizioni di autori contemporanei, eseguendo molte prime esecuzioni ed incisioni discografiche di musica contemporanea. Hanno scritto appositamente per lui anche Elliot Carter ed Aldo Clementi.
Nella sua carriera ha collaborato con diversi compositori ed è stato diretto da direttori del calibro di Bruno Maderna, Lukas Foss, Juan Josè Castro, Milan Horvath, Richard Dufallo, Marcello Panni, Luigi Nono, Michael Gielen e Stefan Reck.
Diversi compositori fra i quali si ricordano Elliot Carter e Aldo Clementi, gli hanno dedicato delle composizioni, delle quali è stato il primo esecutore.
In qualità di didatta nel suo studio si sono formate generazione di violinisti alle quali ha trasmesso non solo la sua arte e il suo sapere ma anche quella apertura mentale verso il linguaggio del '900 storico e la comprensione della musica contemporanea.

## Strumenti
Mönch ha posseduto e suonato due strumenti: un violino copia Guarneri del Gesù del 1739 e un C. Bergonzi.

## Discografia parziale
Il suo repertorio spazia da Bach ai contemporanei. 
Per la Fonit Cetra ha inciso la prima registrazione dei 6 Capricci per violino solo di Salvatore Sciarrino.
Per il marchio Etcetera ha realizzato con Massimiliano Damerini l'opera integrale delle musiche per violino e pianoforte e la sonata per violino solo di Béla Bartók.
Per il marchio Idyllium ha inciso con Roberto Galletto, Henry Domenico Durante, Michael Kornel e Diego Roncalli il quintetto per pianoforte e archi op. 3 di Alessandro Longo.
Per ARTS ha inciso un CD insieme a Jeanne Marie Bima e Massimiliano Damerini con una raccolta di Berceuse, Lullaby e Wiegenlied di autori vari e un CD con la sonata op.13 nr.1 di G. Fauré, la sonata postuma di M. Ravel la sonata di C. Franck